# Chondropyxis
Chondropyxis é um género botânico pertencente à família Asteraceae. Contem uma só espécie, Chondropyxis halophila, esta espécie foi classificada em 1986 a partir de um espécime colhido a sul da cidade de Penong, no sul da Austrália.